# 長鬚鬚鰃
長鬚鬚鰃為輻鰭魚綱鬚鰃目鬚鰃科的其中一種，分布於東大西洋區，從加那利群島至聖赫勒拿島、西大西洋區的加勒比海海域，棲息深度100-770公尺，體深灰色，腹部銀色，背鰭硬棘5枚，背鰭軟條34-37枚，臀鰭硬棘4枚，臀鰭軟條15-16枚，體長可達48公分，棲息在泥底質海域。